# Tom van Sichem
Thomas Victor ("Tom") van Sichem (Amsterdam, 29 juli 1968) is een Nederlands voormalig voetbalscheidsrechter die onder meer wedstrijden in de Eredivisie floot. Van Sichem stond sinds juni 2004 op de A-lijst van de KNVB, de hoogste categorie voor scheidsrechters.
Van Sichem floot op 22 september 2007 voor het eerst een wedstrijd in de Belgische Jupiler League (AA Gent - KSV Roeselare). Zijn vader Jaap was ooit assistent-scheidsrechter in het Nederlands betaald voetbal.
Van Sichem stopte in 2017 met fluiten op het hoogste niveau. Hij zou wel betrokken blijven bij de arbitrage van de KNVB.